# Nenana River
Der Nenana River ist ein 230 Kilometer langer linker Nebenfluss des Tanana River im US-Bundesstaat Alaska.

## Verlauf
Sein Einzugsgebiet umfasst einen Teil der Südhänge der östlichen Alaskakette und das südliche Tananatal. Der Nenana River hat seinen Ursprung am Nenana-Gletscher südwestlich des Mount Deborah. Der Fluss fließt anfangs in westlicher Richtung, später wendet er sich nach Norden und durchschneidet die Alaskakette. Dabei bildet er die Ostgrenze des Denali-Nationalparks. Für etwa 160 Kilometer verlaufen die Alaska Railroad und der George Parks Highway von Anchorage nach Fairbanks parallel zum Nenana River. Bei der Ortschaft Nenana mündet der Nenana River in den Tanana River.
Sein Einzugsgebiet umfasst etwa 8000 km². Der Fluss wird überwiegend vom Schmelzwasser der Gletscher gespeist. Die Monate Juni bis August sind folglich die abflussstärksten im Jahr.

## Name
1885 erkundete Lieutenant Henry Tureman Allen von der US-Armee den Fluss und nannte ihn zunächst Cantwell River nach Lieutenant John Cassin Cantwell, der im Jahr zuvor den Kobuk River erforscht hatte. 1898 berichteten W. J. Peters und Alfred Hulse Brooks vom United States Geological Survey (USGS), dass die einheimischen Indianer den Fluss Tutlut nennen würden. Nenana, der heute verwendete Name des Flusses, stammt aus der Sprache der Tanana-Indianer.